# فرانك هيمفيل
فرانك هيمفيل (بالإنجليزية: Frank Hemphill)‏ هو لاعب كرة قاعدة أمريكي، ولد في 13 مايو 1878 في غرينفيل في الولايات المتحدة، وتوفي في 16 نوفمبر 1950 في شيكاغو في الولايات المتحدة.

## وصلات خارجية
- فرانك هيمفيل على موقعبيزبول رفرنس.كوم (الدوري الرئيسي) (الإنجليزية)
- فرانك هيمفيل على موقعبيزبول رفرنس.كوم (الدوري الثانوي) (الإنجليزية)